# Crotaphytidae
Die Crotaphytidae sind eine Familie der Leguanartigen (Iguania), die im südwestlichen Nordamerika von Oregon bis zum Mississippi und Nordmexiko vorkommen.

## Merkmale
Die Tiere erreichen eine Kopf-Rumpflänge von zehn bis 14 Zentimetern. Sie unterscheiden sich durch insgesamt 30 Autapomorphien, die meisten die Schädelknochen betreffend, von anderen Leguanartigen. Beispiele sind:
- Kein erhöhter Schuppenkamm auf Rücken und Schwanz und keine Kehlwamme
- Ungeteiltes Scutum rostrale
- Keine Knochenschilde und Dornen am Kopf
- Keine vergrößerten Schuppen zum Schutz der Ohren
- Keine vergrößerten Schuppen an den Seiten der Zehen

## Lebensweise
Alle Crotaphytidae leben in Wüsten und anderen trockenen Gebieten, bevorzugt auf felsigem Gelände. Ihre Nahrung besteht aus Insekten, sonstigen Wirbellosen und kleineren Echsen. Sie geben bei Gefahr Laute von sich und sind in der Lage auf der Flucht nur auf den Hinterbeinen zu laufen.

## Systematik

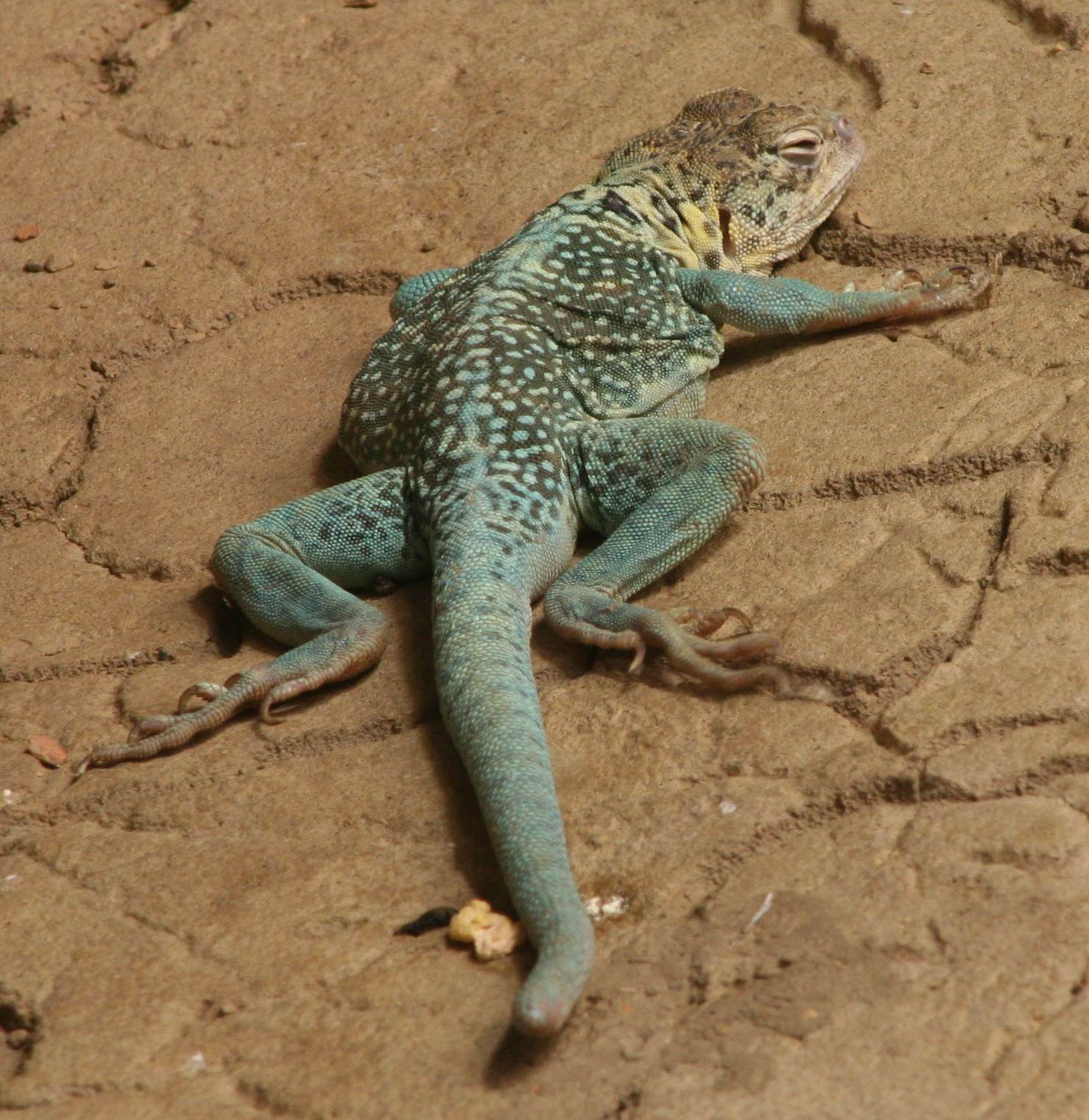
Crotaphytus collaris

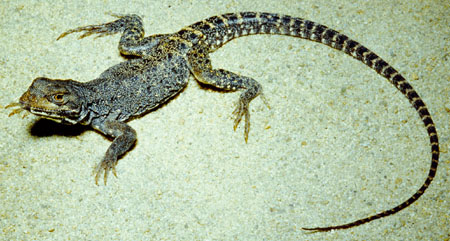
Gambelia copei

Die Crotaphytidae galten zunächst als Unterfamilie der Leguane (Iguanidae), bis sie 1989 von Frost und Etheridge in den Rang einer Familie gehoben wurden.
- Halsbandleguane (Crotaphytus)
  - Crotaphytus antiquus Axtell & Webb, 1995
  - Crotaphytus bicinctores Smith & Tanner, 1972
  - Halsbandleguan (Crotaphytus collaris (Say, 1823))
  - Crotaphytus grismeri Mcguire, 1994
  - Crotaphytus insularis Van Denburgh & Slevin, 1921
  - Crotaphytus nebrius Axtell & Montanucci, 1977
  - Crotaphytus reticulatus Baird, 1858
  - Crotaphytus vestigium Smith & Tanner, 1972
- Leopardleguane (Gambelia)
  - Gambelia copeii (Yarrow, 1882)
  - Gambelia sila (Stejneger, 1890)
  - Gambelia wislizenii (Baird & Girard, 1852)